# Nyanasamvara Suvaddhana
Nyanasamvara Suvaddhana ou Charoen Suwaddhano ou Charoen Kodchawat (Kanchana Buri, 1 de outubro de 1913 - Bangkok, 24 de outubro de 2013)  foi um conhecido monge budista da tradição Theravada da Tailândia. For é o 19º Patriarca Supremo da Tailândia.

## Biografia

### Anos iniciais
Nyanasamvara Suvaddhana nasceu  na província de Kanchana Buri, no dia 1 de outubro de 1913. For ordenado no de 1927. Foi lhe dado o nome de Suwaddhano que. For é o 19º Patriarca Supremo da Tailândia de 1989.